# Герусия
Герусия (др.-греч. γερουσία, буквально «совет старцев», основывается на γέρων — «старец, старейшина») —  в Древней Греции совет старейшин в городах-государствах преимущественно аристократического устройства; орган олигархии и судебной власти в  Спарте, состоявшая из 30 человек (28 геронтов в возрасте старше 60 лет, избиравшихся пожизненно, и двух царей); являлась здесь высшим и, видимо, древнейшим правительственным органом. Обладала значительными законодательными и судебными полномочиями, фактически определяя внутреннюю и внешнюю политику Спарты. 

## Состав
Члены Герусии:
- Цари — правящие монархи двух спартанских династий, Агидов и Эврипонтидов, которые включались в совет по праву, и умели влиять на выбор остальных геронтов через родственников и союзников [3]
- 28 геронтов — граждане-спартиаты, достигшие 60 лет, избираемые на всю жизнь. Избрание происходило через аккламационное голосование («шумили́ща»): кандидаты проходили перед народной ассамблеей, а избрание определялось по результатам громкости одобрительного шума относительно других .

## Полномочия

### Судебные функции
Герусия выступала высшим судом по уголовным делам, в том числе рассматривала дела против царей (с участием эфоров). Царь мог быть приговорён за государственную измену либо превышение полномочий 

### Законодательное и консультативное влияние
- Формировала повестку ассамблей (апеллы), принимая или отвергая законопроекты еще на стадии обсуждения. Согласно «Великой Ретре»:(что это?)«если народ принял неверное решение, цари и герусия могут его отменить» .
- Консультировала царей в вопросах войны, дипломатии и судебной практики; при этом фактически имела право «вето».

## Избирательная процедура
Избрание геронтов проводилось через аккламацию (крик). Выборы организовывались эфорами, запирающимися вместе с кандидатом и толпой и оценивающими громкость криков в поддержку . Это позволяло верхушке спартиатов оказывать влияние на выборы, особенно поддерживая своих представителей 

## Значение и наследие
- Система сдержек и противовесов: вместе с эфорами и апеллой герусия составляла триаду, гарантируя баланс власти .
- Олигархический характер: герусия концентрировала власть в руках старейшин и царей, ограничивая демократический потенциал народной ассамблеи .
- Влияние элиты:  родовитые и влиятельные семьи «кало́и кага́той» контролировали состав геронтов, используя связи с царями .
- Историческая роль: герусия сохранялась до эллинистического периода. Название использовалось позднее как наименование верхней палаты парламента Греции (1844–1864 и 1927–1935)

## Известные геронты
Ниже представлены некоторые исторически значимые или документально подтверждённые геронты (пожизненные старейшины Спарты):
| Геронт       | Век / дата          | Комментарий                |
| ------------ | ------------------- | -------------------------- |
| Сфодрияс     | IV в. до н. э.      | генерал, оправдан          |
| Этимокл      | IV в. до н. э.      | дипломат, союзник царя     |
| Гетоимаридас | V в. до н. э.       | выступал против войны      |
| Лихас        | конц. V в. до н. э. | олимпийский чемпион        |
| Протоос      | 371 г. до н. э.     | политик                    |
| Айнейд       | сер. IV в. до н. э. | присутствует в эпиграфике  |
| Агасистен    | ок. 150 г. до н. э. | политический деятель       |
| Хилон        | VI в. до н. э.      | мудрец, эфор               |
| Клеандридас  | V в. до н. э.       | реформатор                 |
| Анталкидас   | V–IV в. до н. э.    | дипломат                   |
| Полидор      | VII–VI в. до н. э.  | конституционный реформатор |